# Joias da Coroa Francesa

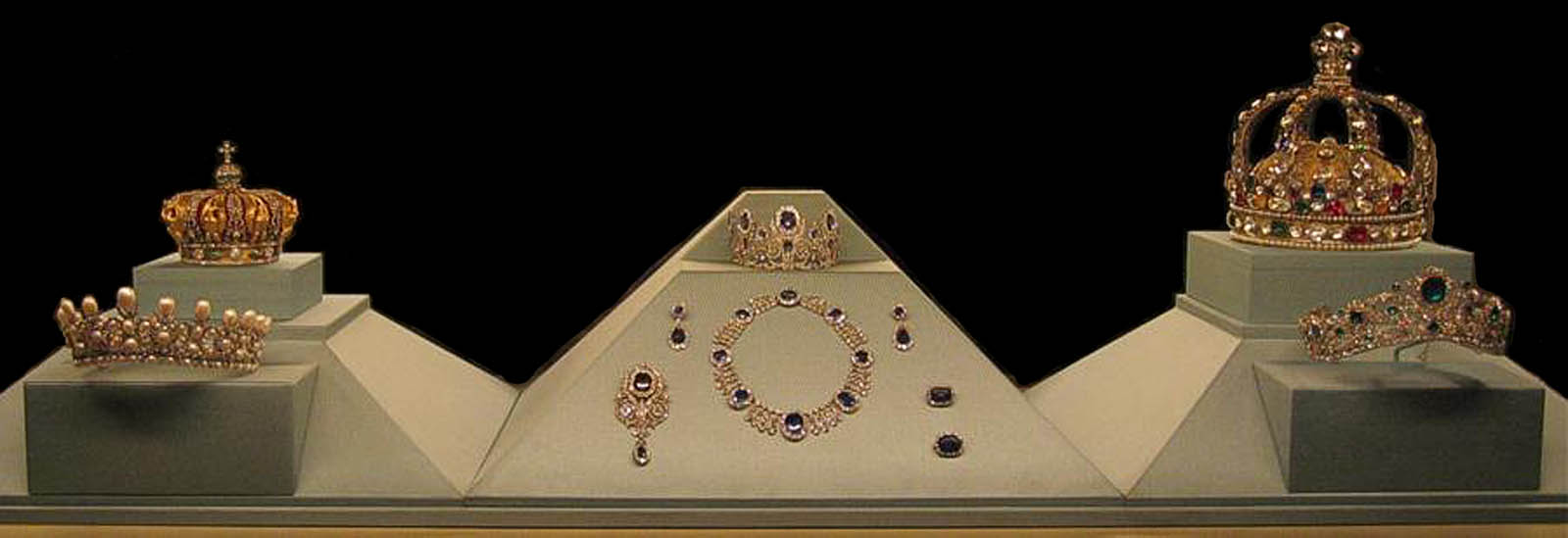
Joias da Coroa da França, expostas no Louvre com a coroa e o diadema da Imperatriz Eugenia à esquerda, o conjunto da Rainha Maria Amélia ao centro e a coroa de Luís XV à direita com o diadema da Duquesa de Angoulême.

As Joias da Coroa Francesa (francês: Joyaux de la Couronne de France) compreendem as coroas, esferas, cetros, diademas e joias que eram símbolos do poder real entre 752 e 1825. Elas foram usadas por muitos reis e rainhas da França, bem como pelo imperador Napoleão. O conjunto foi finalmente desfeito, com a maioria vendida em 1885 pela Terceira República. As Joias da Coroa Francesa sobreviventes, principalmente um conjunto de coroas históricas, diademas e parures, estão expostas principalmente na Galerie d'Apollon do Louvre, o principal museu da França e antigo palácio real, juntamente com o Regent Diamond, o Sancy Diamond e o Espinélio vermelho Côte-de-Bretagne de 105 quilates (21,0 g), esculpido na forma de um dragão. Além disso, algumas pedras preciosas e joias (incluindo a Esmeralda de Saint Louis, a safira Ruspoli e os alfinetes de diamante da rainha Maria Antonieta) estão em exibição no cofre do Tesouro da galeria de Mineralogia do Museu Nacional de História Natural.

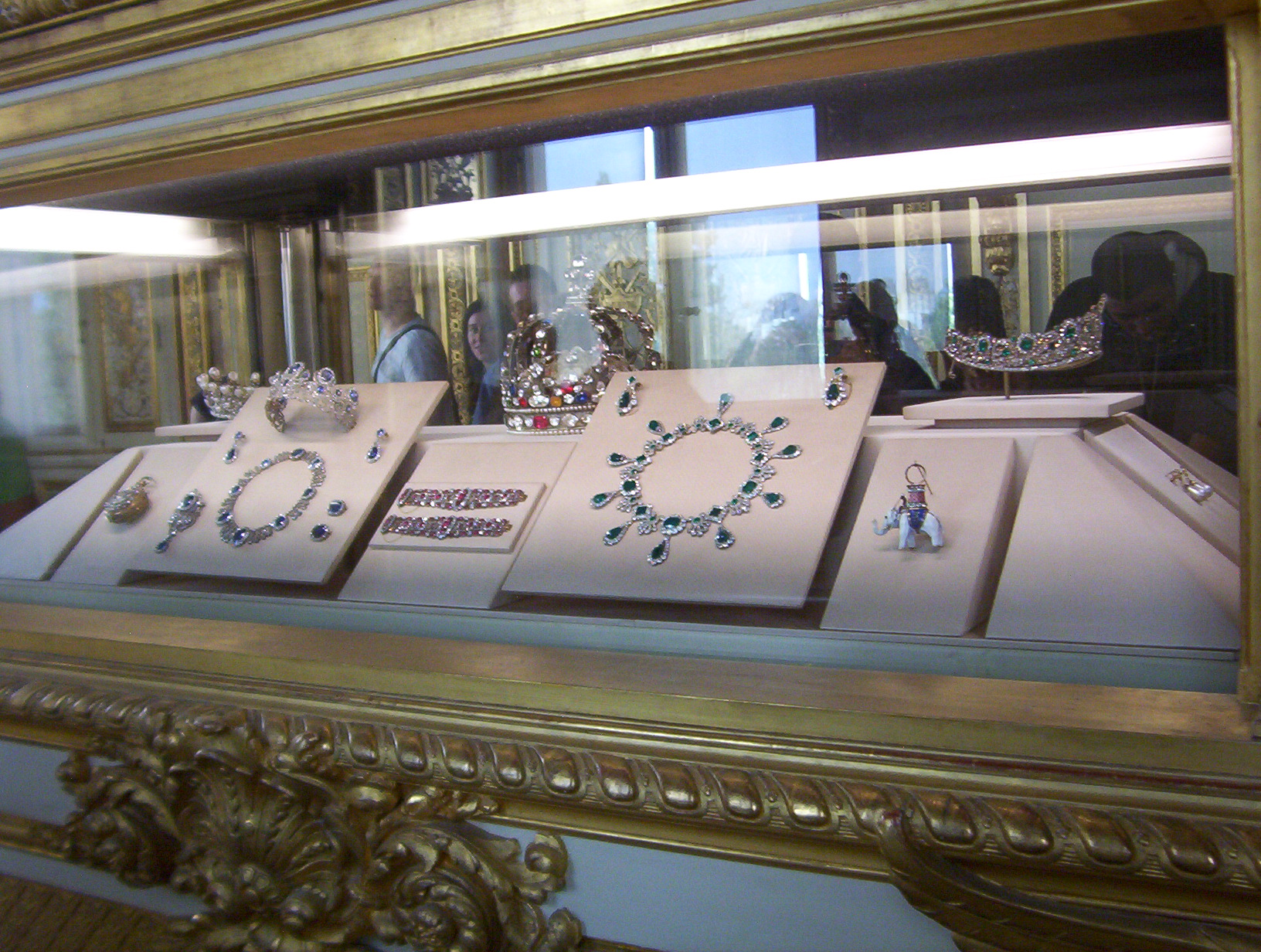
O espinélio vermelho da Côte-de-Bretagne com o conjunto da Rainha Maria Amélia à esquerda, os braceletes e diadema da Duquesa de Angoulême ao centro e superior direito e, entre eles, o conjunto da Imperatriz Josefina.

## Uso das Joias

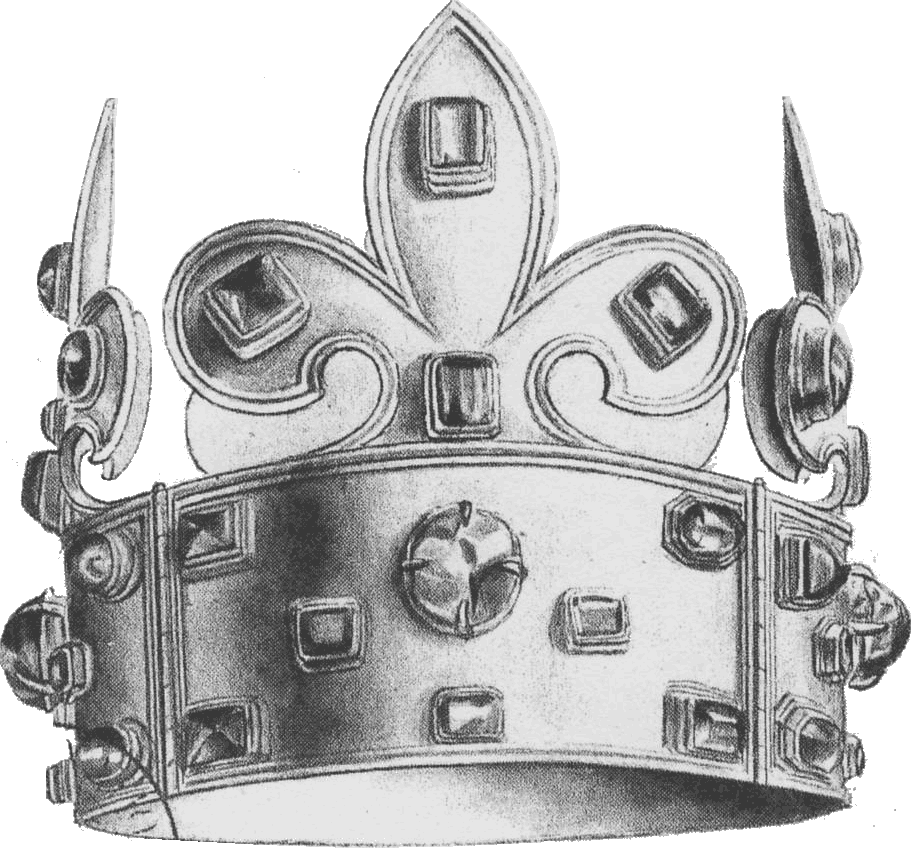
A Coroa de Carlos Magno de 1271, usada como coroa de coroação francesa de 875 ou 1590 a 1775.

As joias da Coroa compreendem os instrumentos da coroação, chamados de Regalia, e as joias da família governante.

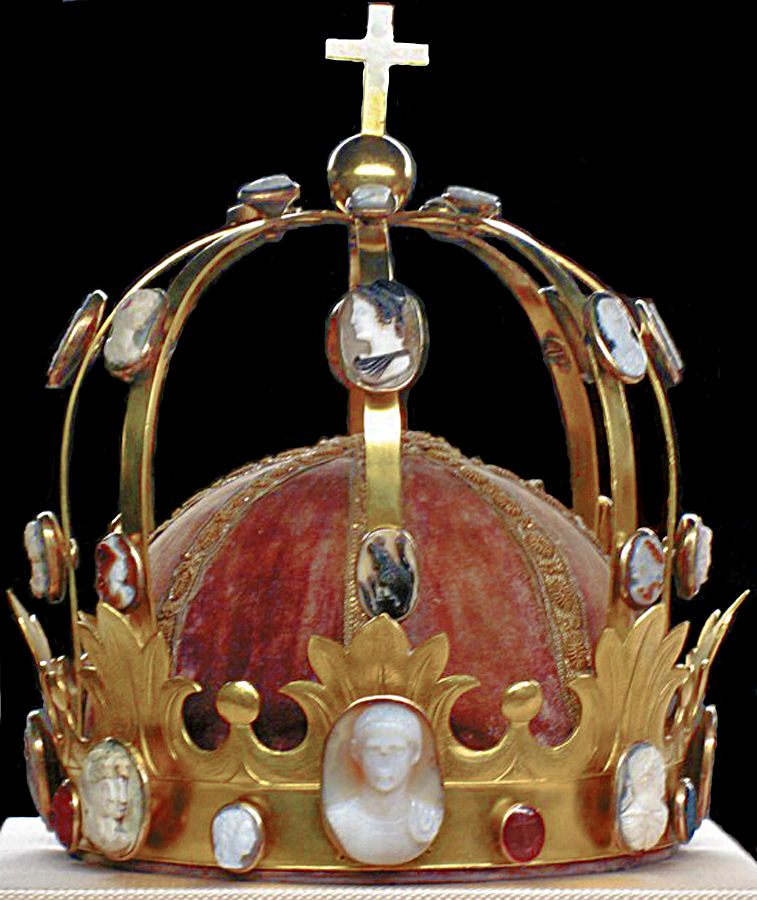
A Coroa de Napoleão criada em 1804, Louvre.

Desde Pepino, o Breve, em 752, a ascensão do rei da França foi legitimada por uma cerimônia de coroação chamada sacre, já que a ênfase estava na unção com o crisma da Santa Ampola, realizada pela primeira vez em Notre-Dame de Reims em 816 para Luís, o Piedoso, depois com a Coroa de Carlos Magno. De 888 a 922, depois 1027, todos os monarcas foram coroados até a Revolução Francesa, na catedral de Notre-Dame de Reims (exceto Luís VI e Henrique IV, que foram coroados em Orléans e Chartres). Após a revolução, apenas o imperador Napoleão, a imperatriz Josefina e o rei Carlos X foram coroados. Embora nem sempre usado, um conjunto de joias caras da coroa existia e foi aumentado por vários monarcas.

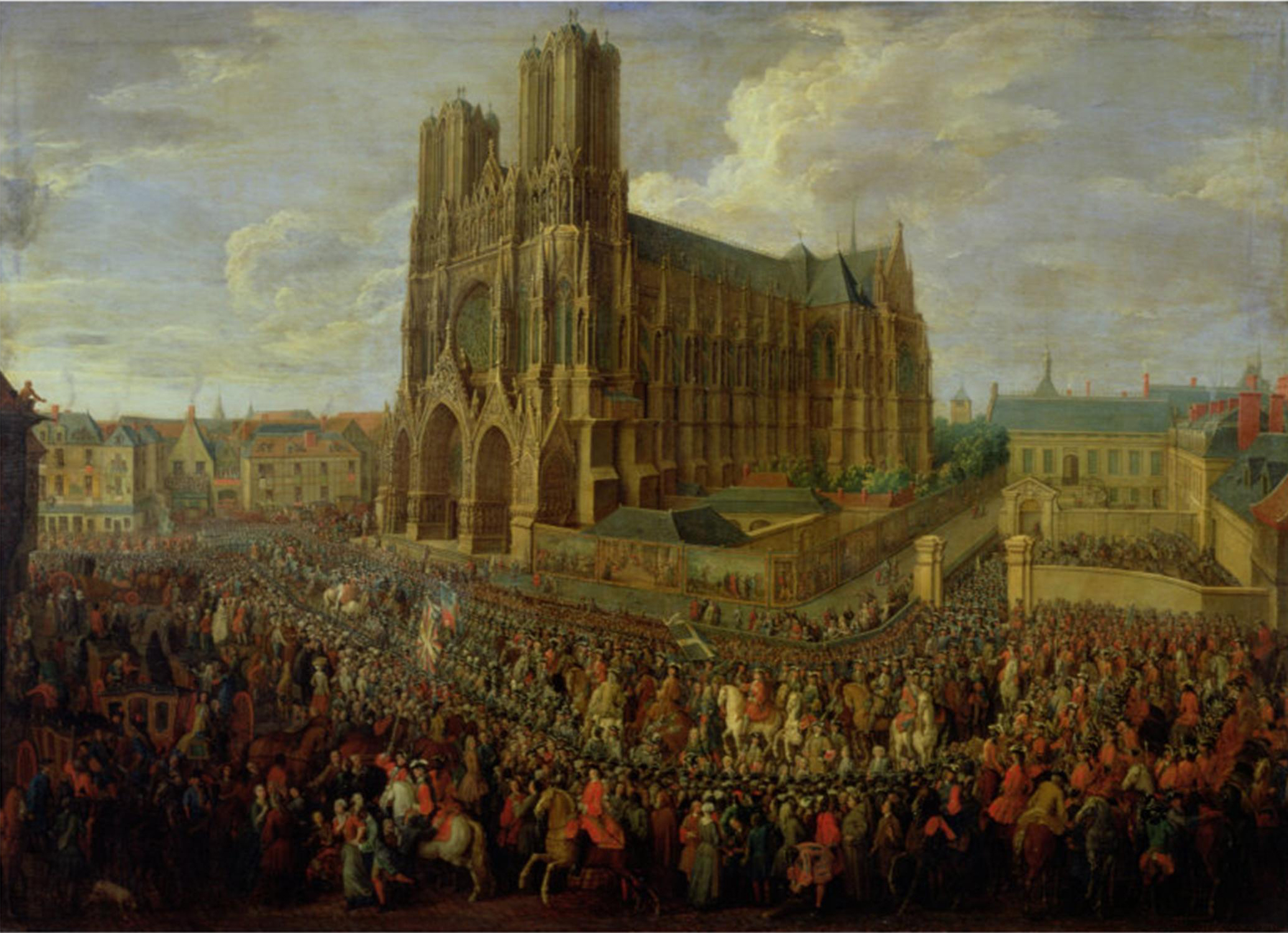
Procissão de Luís XV após sua coroação em Notre-Dame de Reims, local tradicional das coroações dos reis da França.

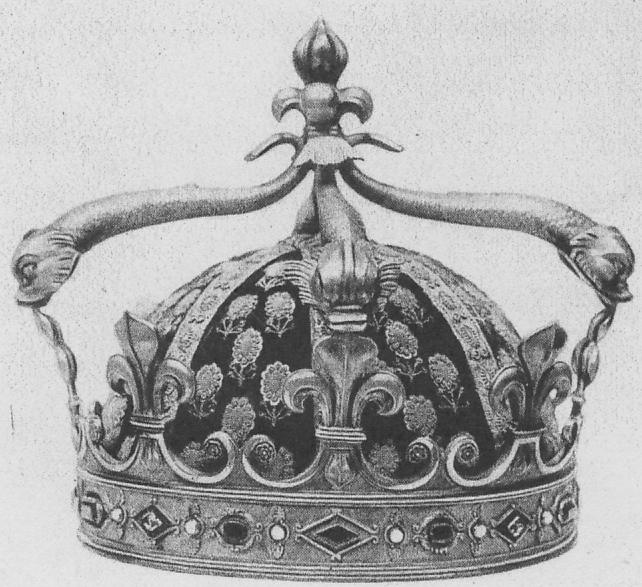
Coroa do Delfim, Louis Antoine, usada na coroação de Carlos X em 1825.

As Joias da Coroa, compostas por pedras preciosas e joias, tornaram-se inalienáveis por decisão de Francisco I em 15 de junho de 1530. O espinélio vermelho da Côte-de-Bretagne estava então entre as 8 joias principais. Sofreram perdas importantes pela Liga Católica em 1590, mas foram reconstituídos por Henrique IV e muito valorizados por Luís XIV, notadamente com a doação dos 18 diamantes Mazarin e a compra das safiras 'Royal French Blue' e 'Ruspoli', posteriormente seguidas em 1717 com o Regent Diamond. Sob Luís XV, eles foram mantidos na Garde Meuble de la Couronne (Tesouro Real) em um dos pavilhões da Place de la Concorde, onde sofreram um roubo em 1792 e uma venda em 1795 após sua recuperação parcial. Em 1814, Napoleão restaurou as joias da coroa para 65.072 pedras e pérolas, sem incluir as joias pessoais da imperatriz Josefina e da imperatriz Maria Luísa. Aprimorados durante a Restauração e novamente durante o Segundo Império, eles contavam 77.662 pedras e pérolas, compreendendo 51.403 diamantes lapidação brilhante, 21.119 diamantes lapidação rosa, 2.962 pérolas, 507 rubis, 136 safiras, 250 esmeraldas, 528 turquesas, 22 opalas, 235 ametistas e 500 outras pedras, quando foram vendidas em 1885 pela Terceira República. No entanto, como em 1793, um importante conjunto de pedras e pérolas foi enviado para o Muséum national d'histoire naturelle e algumas das joias mais importantes foram resgatadas desde 1953, o que faz com que a coleção ainda ultrapasse 11.000 pedras e pérolas.
As Regalias, muito levemente atingidas em 1590, foram originalmente guardadas no tesouro da Basílica de Saint Denis, de onde foram removidos em 1793 durante a Revolução Francesa. Algumas poucas peças do tesouro, consideradas de valor artístico, foram preservadas e enviadas ao Louvre, que vendeu 9 delas em 1798, à Biblioteca Nacional, ao Museu de História Natural e aos arcebispos de Ruão (5 itens) e Paris. As outras, foram vendidas em 1793 como o cálice e as duas galhetas de Saint Denis, ou desmontadas e fundidas em abril de 1794, como a Coroa de Carlos Magno e as de São Luís e as das Rainhas, com o restante do tesouro da basílica incluindo a cruz de São Elígio, a tela de Carlos Magno, o altar dourado de Carlos, o Calvo ou os grandes relicários. Os instrumentos litúrgicos guardados em Reims sofreram a mesma política. As Regalias foram restauradas ou recriadas para a coroação de Napoleão, que por sua vez sofreu novamente uma destruição parcial em 1819 e finalmente concluído para a coroação de Carlos X em 1825.

## Regalia e Joias no Museu do Louvre

### Coroa de Luís XV

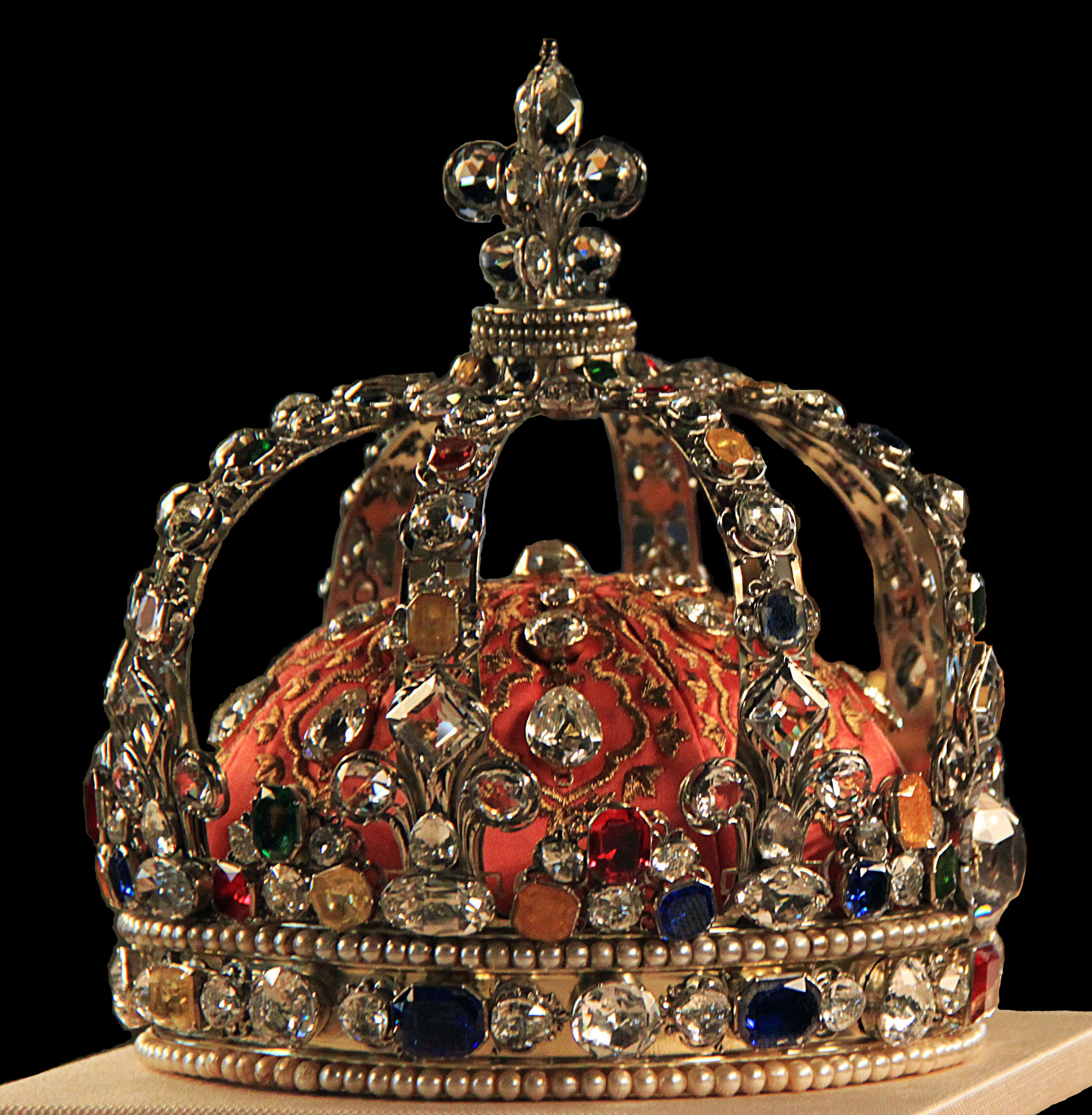
Coroa de Luís XV

Das cerca de 20 coroas reais documentadas do Antigo Regime, a única sobrevivente das destruições de 1590 e 1793 é a coroa de Luís XV. O rei mandou cravar o Diamante Regente na parte inferior da flor-de-lis na frente de sua coroa, enquanto oito dos famosos diamantes Mazarin que o cardeal havia legado à Coroa francesa estão cravados nas outras sete flores-de-lis e no diadema da coroa. Diamantes e pedras preciosas coloridas são colocados entre duas fileiras de pérolas no diadema e também nos quatro arcos que se erguem atrás da flor-de-lis e nos oito pontos ornamentais entre a flor-de-lis. Na junção desses quatro arcos há um pequeno pedestal cercado por duas fileiras de pequenos diamantes de cada lado de uma fileira de pequenas pérolas. Oito diamantes maiores colocados entre este pedestal e os arcos dão o efeito de um raio de sol quando a coroa é vista de cima. No pedestal ergue-se uma flor-de-lis dupla formada por nove grandes diamantes, incluindo o Diamante Sancy que forma a pétala central superior desta flor-de-lis dupla. A tampa de brocado de ouro que reveste a coroa também é ornamentada com grandes diamantes.
Desde a Idade Média, e antes da confecção desta coroa, as coroas dos reis franceses eram adornadas com pedras preciosas, como na coroa de Carlos Magno ou na coroa de São Luís, às vezes chamada de Sainte Couronne. Mas algumas das pedras preciosas mais valiosas poderiam ser removidas deles, já que era tradição que um rei francês legasse sua coroa ao tesouro da Abadia, agora Basílica de St Denis, quando eles morressem. Esta coroa também foi legada a Saint Denis na morte de Luís XV, mas não antes de os diamantes terem sido substituídos por cristais, e está em exibição atualmente no Louvre, igualmente cravejado de cristais.

### Coroa de Napoleão I
A coroa de Napoleão foi feita pelo joalheiro Martin-Guillaume Biennais com camafeus antigos para a coroação do imperador em 1804. Sua coroa dourada de louros foi destruída em 1819 por Luís XVIII com a da imperatriz Josefina, o orbe e o cetro da águia. Seu trono de coroação está no Louvre e o anel de coroação da Imperatriz Josefina no Château de Malmaison.

### Coroa da Imperatriz Eugenia

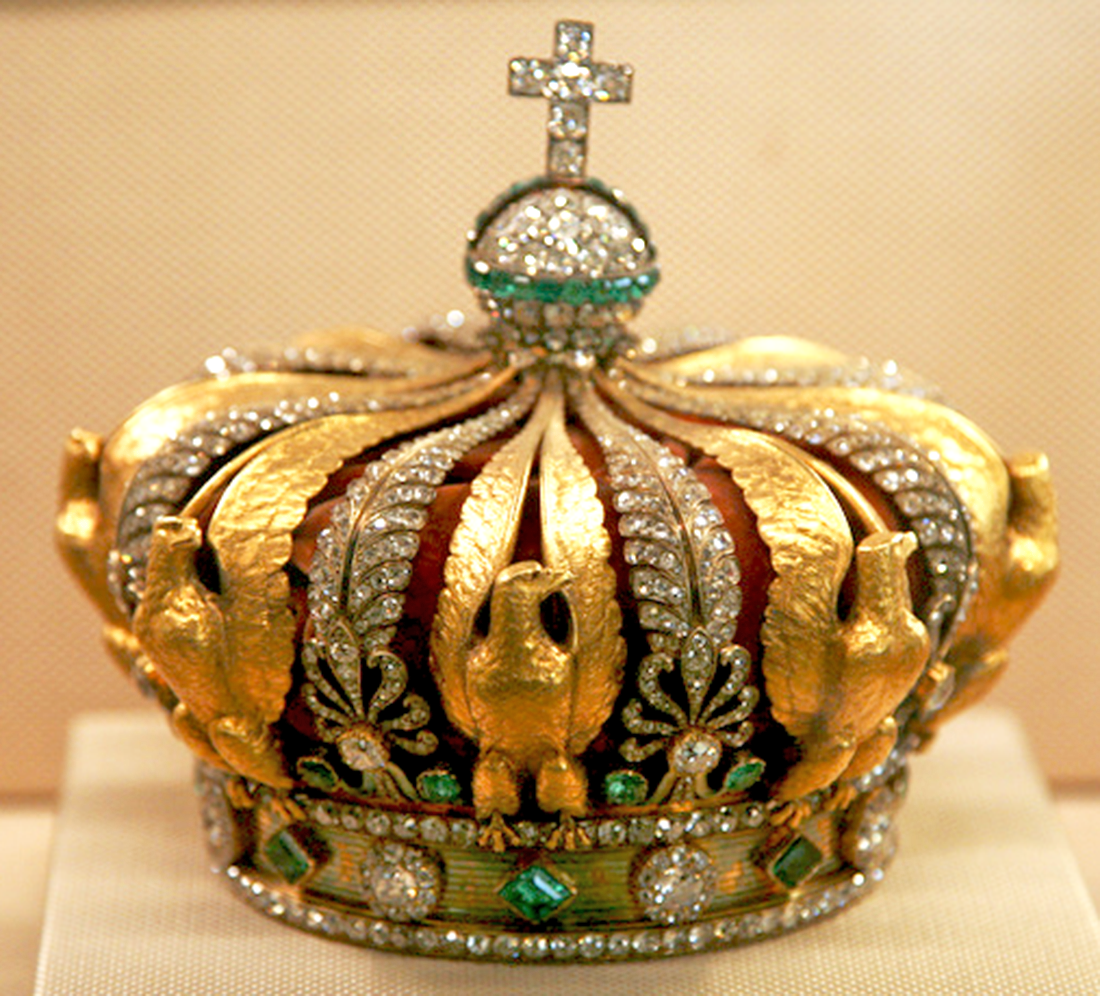
Coroa da Imperatriz Eugenia

A coroa da Imperatriz Eugenia foi criada em 1855 por Gabriel Lemonnier para a Feira Mundial, como a do Imperador que foi destruída em 1887. Mas Napoleão III finalmente optou por não ser coroado. Seu diadema do mesmo joalheiro também é apresentado no Louvre com um grande broche de diamantes de Alfred Bapst com duas grandes pedras Mazarin, além de um grande nó de diamante corpete e um broche de ombro de pérola e diamante, ambos de François Kramer.

### Espada da Coroação

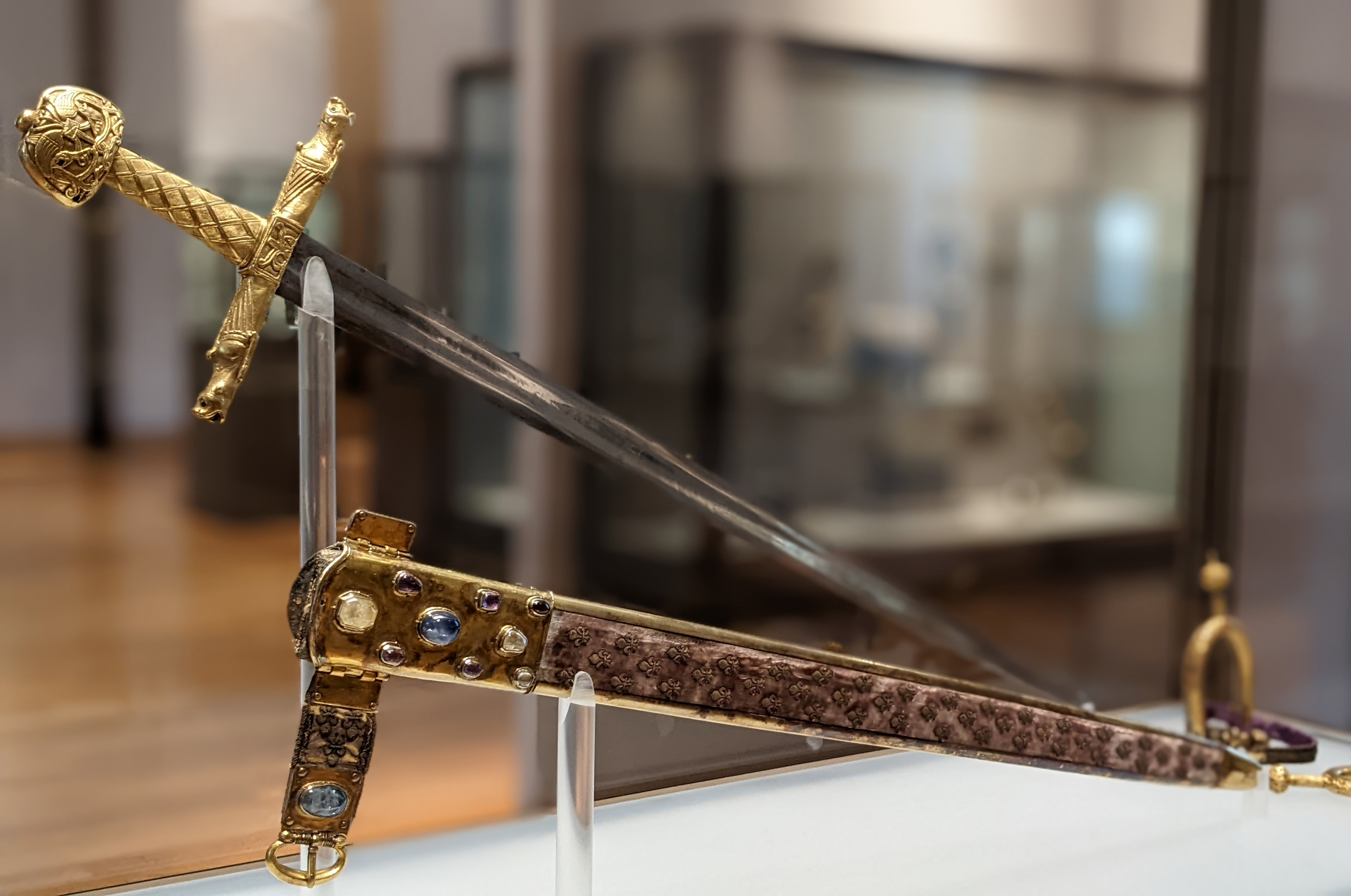
Joyeuse, a espada de Carlos Magno, Louvre.

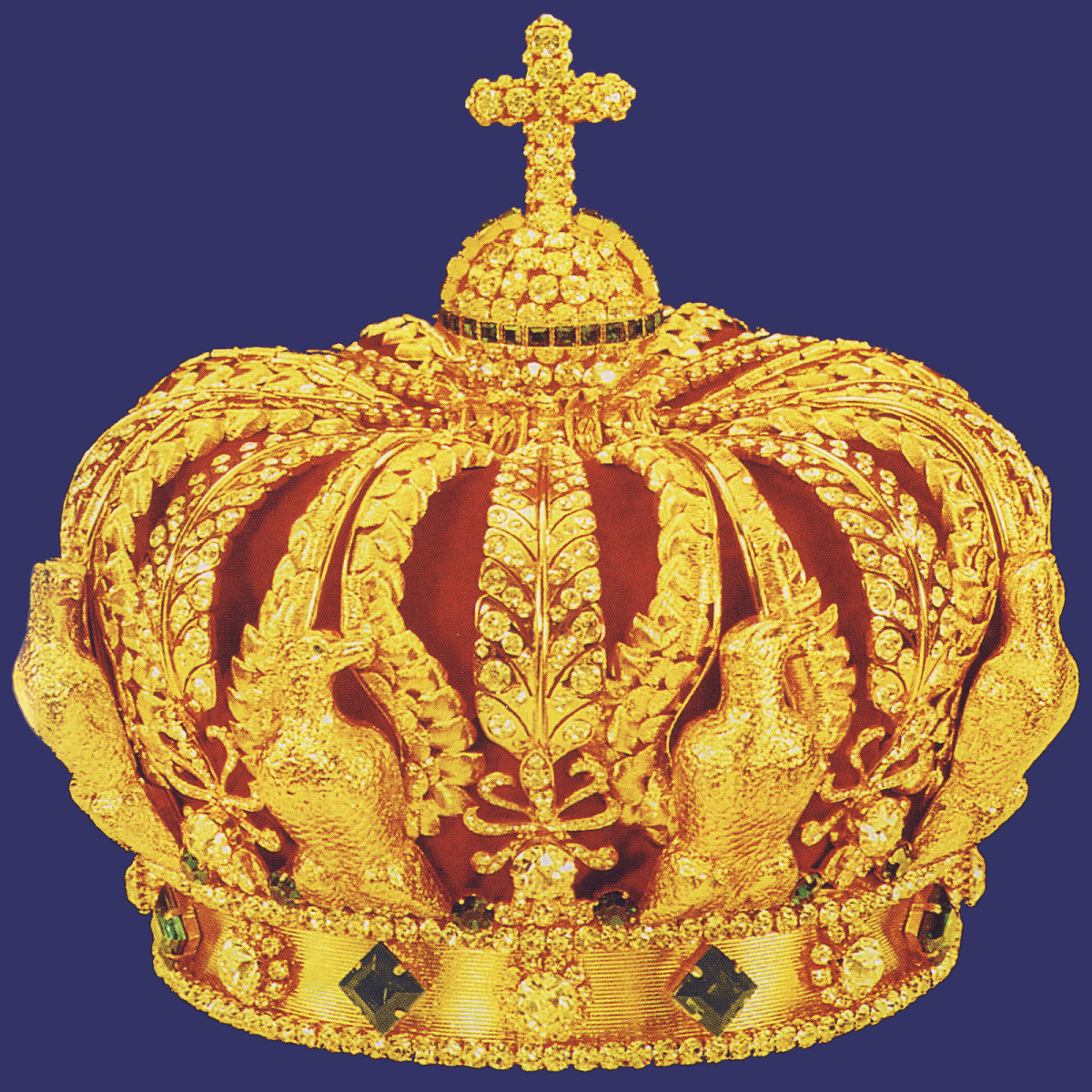
Cópia da coroa de Napoleão III.

A espada usada na coroação dos reis da França está exposta no museu do Louvre com sua bainha do século XIII, além das joias da coroa. Na primeira parte da celebração, o rei recebeu a insígnia de cavalaria, composta por esporas e espada. Durante o restante da cerimônia, a espada foi confiada ao "Connétable", que a segurou com a lâmina voltada para cima. O tesouro de Saint-Denis possuía várias espadas medievais, incluindo a de Saint Louis. Segundo a lenda, a espada da coroação é "Joyeuse", a espada de Carlos Magno. Sua construção e ornamentação incomuns dificultam a datação, mas as peças provavelmente datam dos séculos X a XIII. Alguns acreditam que pode ser muito mais antigo, mesmo fabricado antes do reinado de Carlos Magno.
As espadas da coroação de Napoleão I e Carlos X também foram preservadas no museu do Louvre, embora a primeira tenha sido transferida para o Palácio de Fontainebleau com a maioria dos instrumentos litúrgicos e mantos preservados da cerimônia imperial e a última roubada em 1976.

### Esporas da Coroação
Alguns elementos das esporas dos séculos XII a XVI foram parcialmente substituídos para a coroação de Napoleão I.

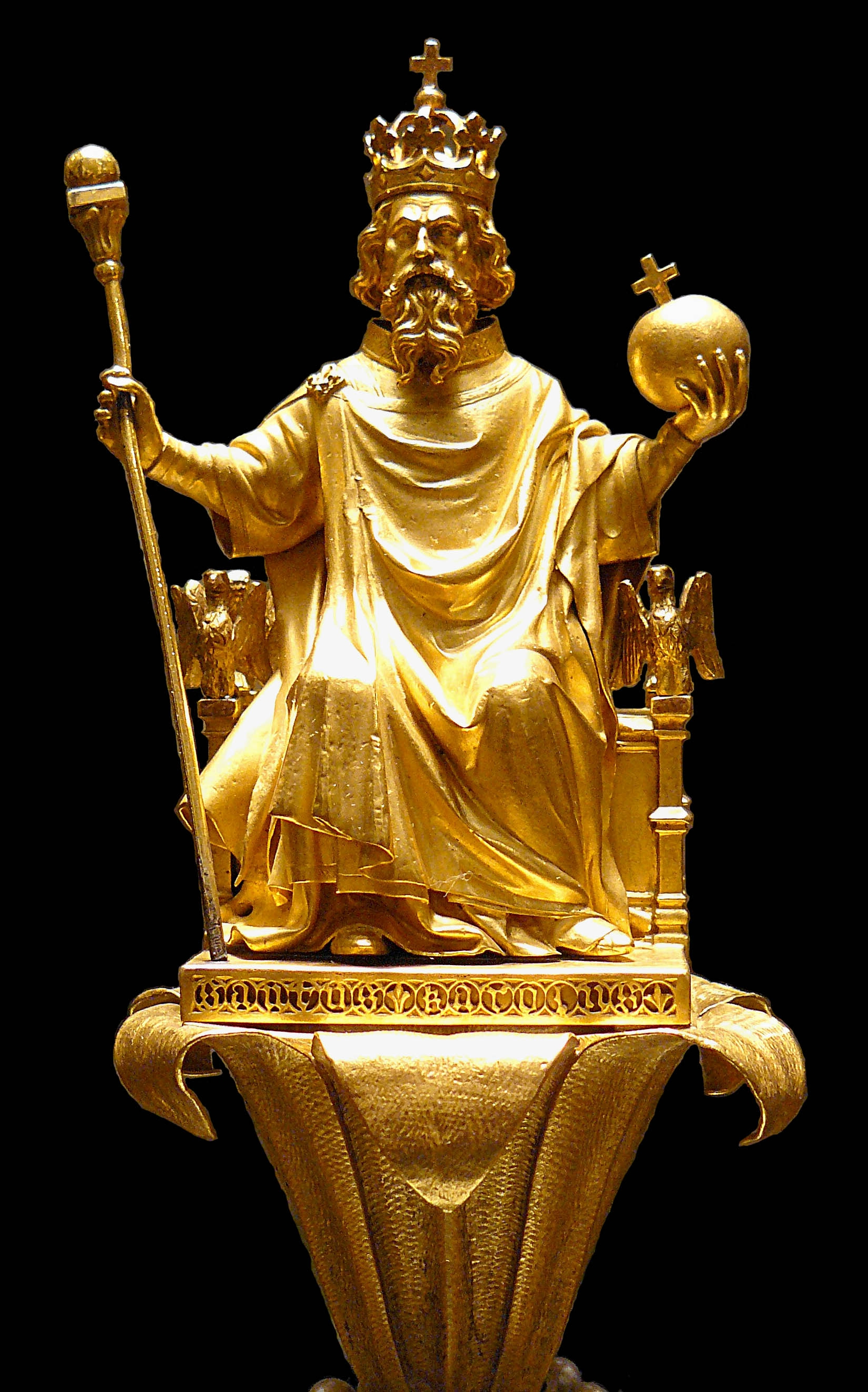
Estatueta de Carlos Magno no cetro de Carlos V, séc. XIV, Louvre.

### Cetro de Carlos V
Uma das poucas peças sobreviventes das joias medievais da coroa francesa é o cetro que Carlos V fez para a futura coroação de seu filho, Carlos VI, atualmente em exibição no Louvre. Tem mais de um metro e meio de comprimento e no topo está um lírio sustentando uma pequena estatueta de Carlos Magno. Esta evocação de Carlos Magno também pode explicar porque este cetro foi incluído na insígnia imperial de Napoleão I.
O cetro de Dagoberto I foi roubado em 1795 durante a Revolução.

### Mão da Justiça

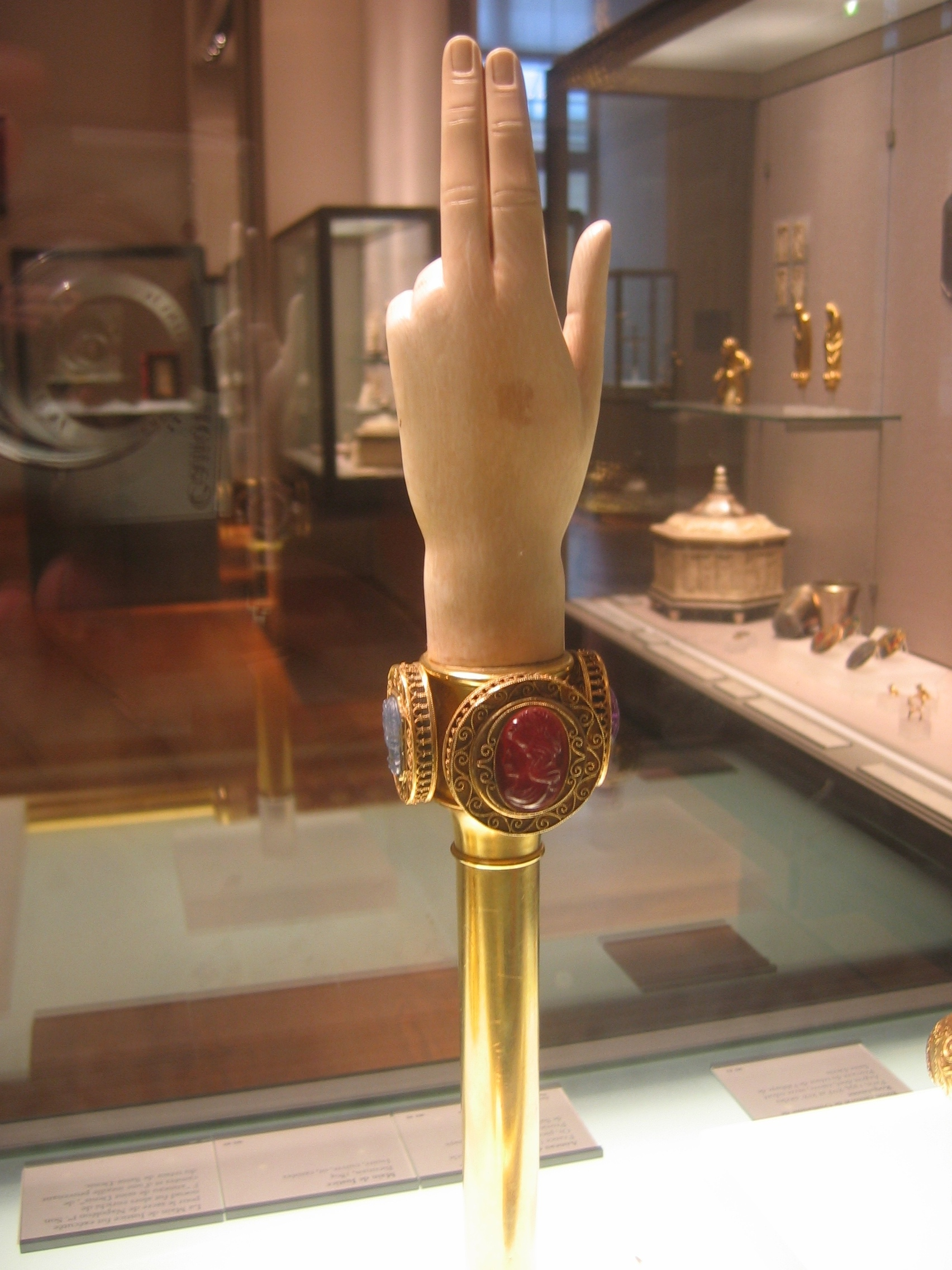
A "Mão da Justiça" recriada, Louvre.

Um tipo de cetro tipicamente francês é o Main de Justice (Mão da Justiça), que tem como remate uma Mão de Deus em marfim em gesto de bênção. Apenas o próprio remate de marfim parece ser medieval e provavelmente vem de uma das três antigas Mãos da Justiça no tesouro de Saint Denis, talvez o de Saint Louis. A atual haste de ouro que termina foi provavelmente feita para a coroação de Napoleão I ou de Carlos X. A adição de camafeus e outras pedras preciosas medievais, como o anel do século XII de Saint Denis que envolve a junção do remate e do haste substituída, representa um anacronismo deliberado do século XIX.
Outro cetro, o Baton de Guillaume de Roquemont e o anel de Saint Louis estão no Louvre.

### Broche de Saint Louis
A coleção guarda ainda o broche do século XIV ou fermata dito de São Luís, uma grande fíbula em forma de diamante com uma flor-de-lis em pedras preciosas, que servia para segurar o manto da coroação.

### Patena Serpentina

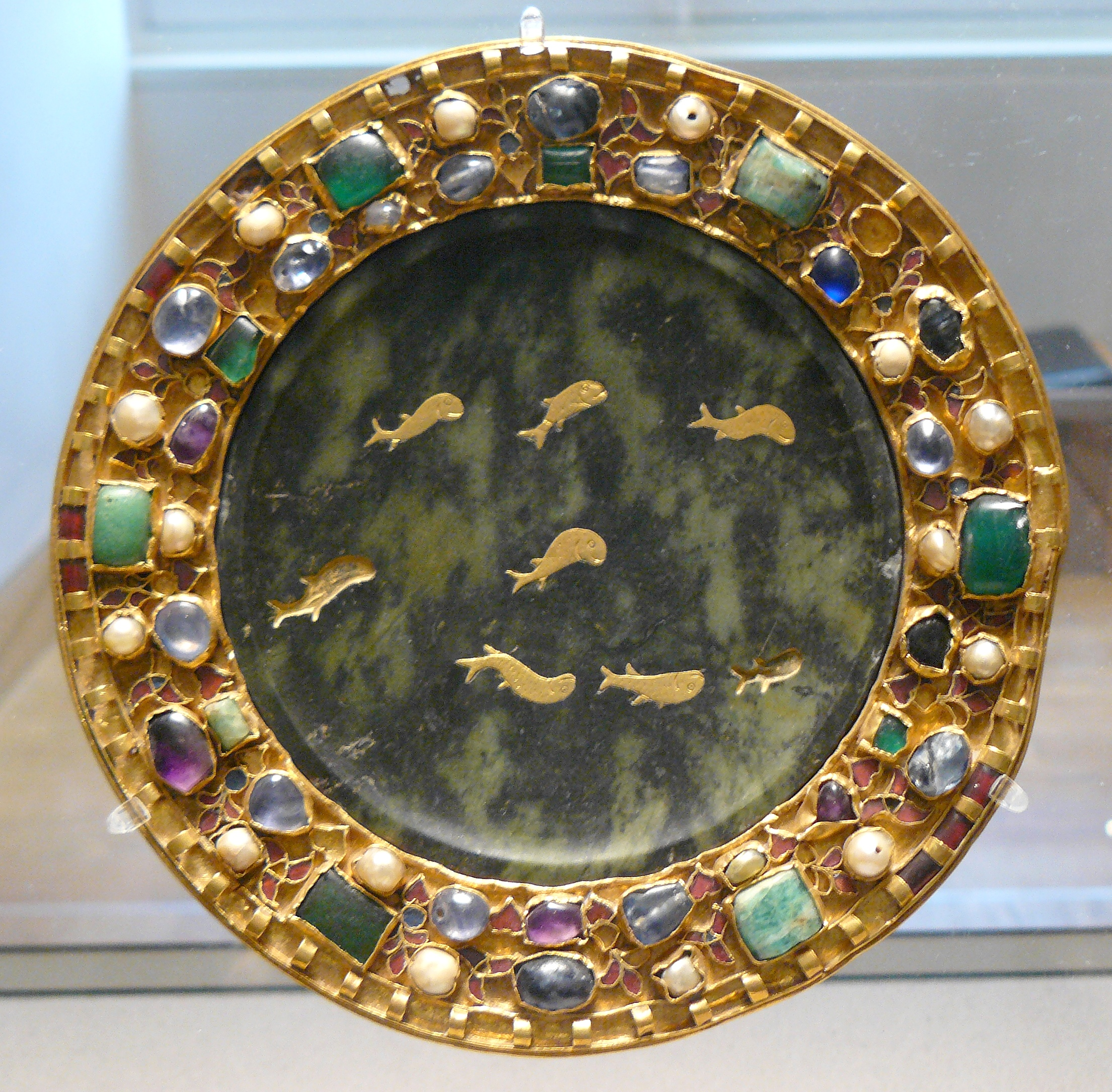
Patena de serpentina com peixes de ouro incrustados, século I a.C. ou d.C., com montagens do século IX, Louvre.

A patena serpentina que se diz ser do abade Suger do século I a.C. ou d.C., associada à Taça dos Ptolomeus, foi usada na coroação de rainhas e mantém suas montagens carolíngias cravejadas de pedras preciosas de Carlos, o Calvo.

### Diamantes famosos

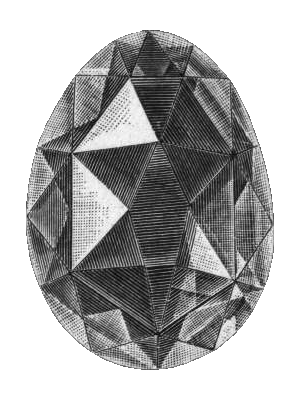
O Diamante Sancy

Entre os diamantes mais famosos preservados na coleção e agora mantidos na Galeria Apolo do Louvre estão o Diamante Sancy, que já fez parte das Joias da Coroa da Inglaterra pré-Commonwealth, o diamante rosa Hortensia lapidado em 1678 para Luís XIV e acima de tudo, o Diamante Regente. O tratamento do Diamante Regente sintetizou a atitude da família real francesa em relação às joias da coroa. Enquanto o Diamante Regente era a peça central da coroa do rei Luís XV e usado por ele em sua coroação em fevereiro de 1723, Maria Antonieta, esposa de Luís XVI, usava-o em um chapéu de veludo preto. O Royal French Blue foi transformado no Diamante Hope agora no Smithsonian Institution em Washington, DC.

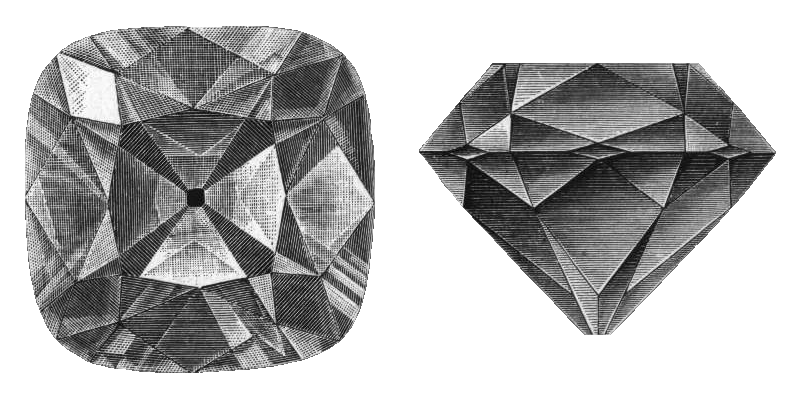
O Diamante Regente

Com duas joias remanescentes da Renascença, o espinélio vermelho da Côte-de-Bretagne e a Pérola do Dragão, alfinete em forma de delfim, a coleção de joias da coroa contém ainda, entre outros, o conjunto de esmeraldas e brincos de pérola da Imperatriz Josefina, o micromosaico e os conjuntos de esmeraldas e diamantes da Imperatriz Maria Luísa, o par de pulseiras de rubis e o diadema de esmeraldas da Duquesa de Angoulême, o conjunto de safiras da Rainha Maria Amélia, uma cruz de diamantes da Ordem do Espírito Santo e um caixa de retrato de diamante de Luís XIV.

## Pedras preciosas no Museu de História Natural e na École des Mines
Algumas pedras preciosas e joias estão expostas no cofre do Tesouro da galeria de Mineralogia do Muséum national d'histoire naturelle. Eles incluem a esmeralda de Saint Louis de 51,60 quilates (10,320 g), a safira 'Ruspoli' de 135,80 quilates (27,160 g), o topázio (28,10 quilates) e a grande esmeralda (17 quilates) de Luís XIV, os broches de diamante da rainha Maria Antonieta, o Diamante-retrato (9,10 quilates) e a Ametista da Imperatriz Maria Luísa, a grande Opala de Luís XVIII, a Safira bicolor (19,67 quilates), o diamante Jonquille (9,75 quilates) e mais de 800 pérolas e pedras. Além disso, um conjunto de 1 044 pedras e pérolas é mantido na École des Mines em Paris.

## Regalia na Biblioteca Nacional da França

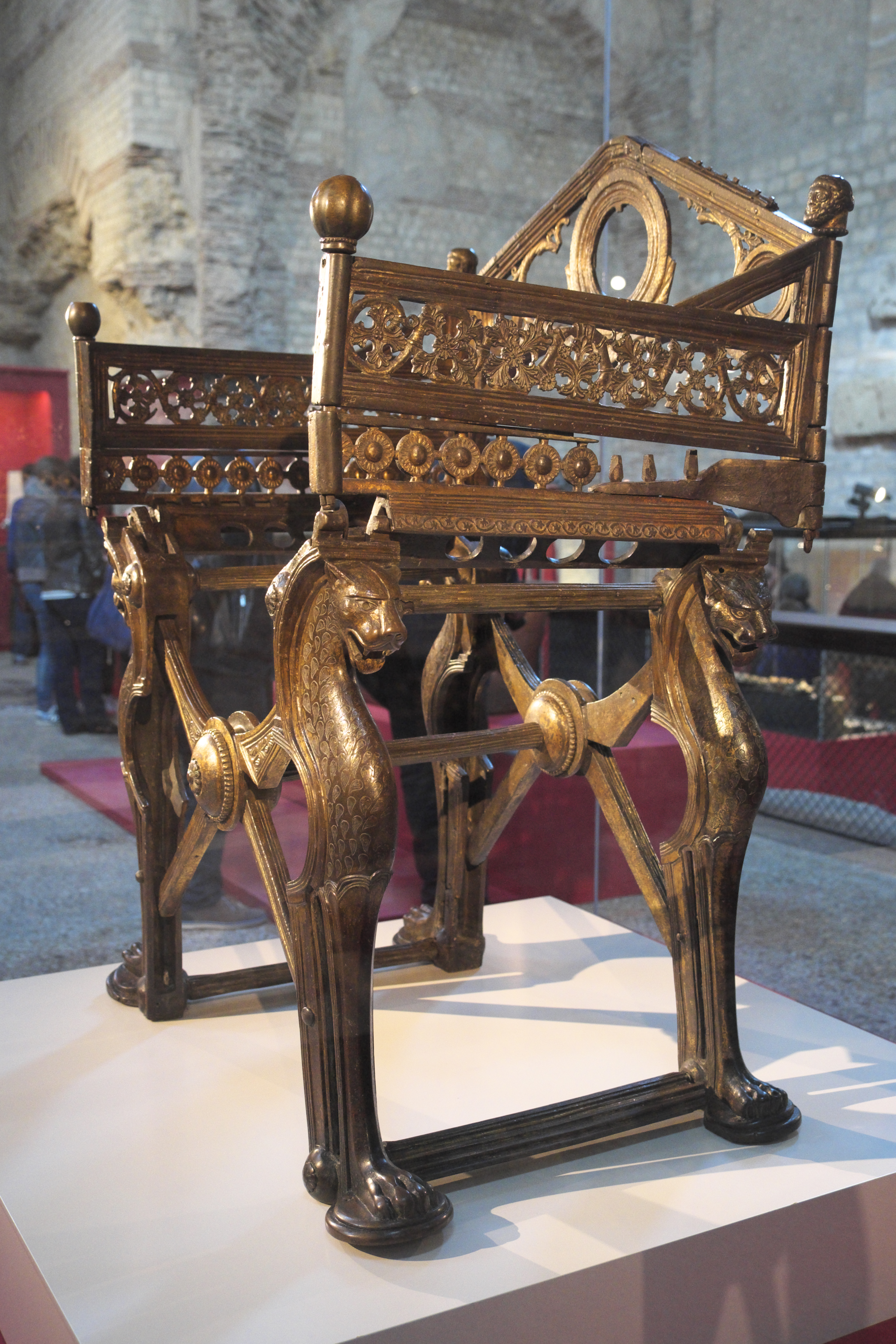
"Trono de Dagoberto", tradicionalmente atribuído a Dagoberto I, enquanto os braços e as costas da cadeira foram adicionados sob Carlos, o Calvo. Cabinet des Medailles.

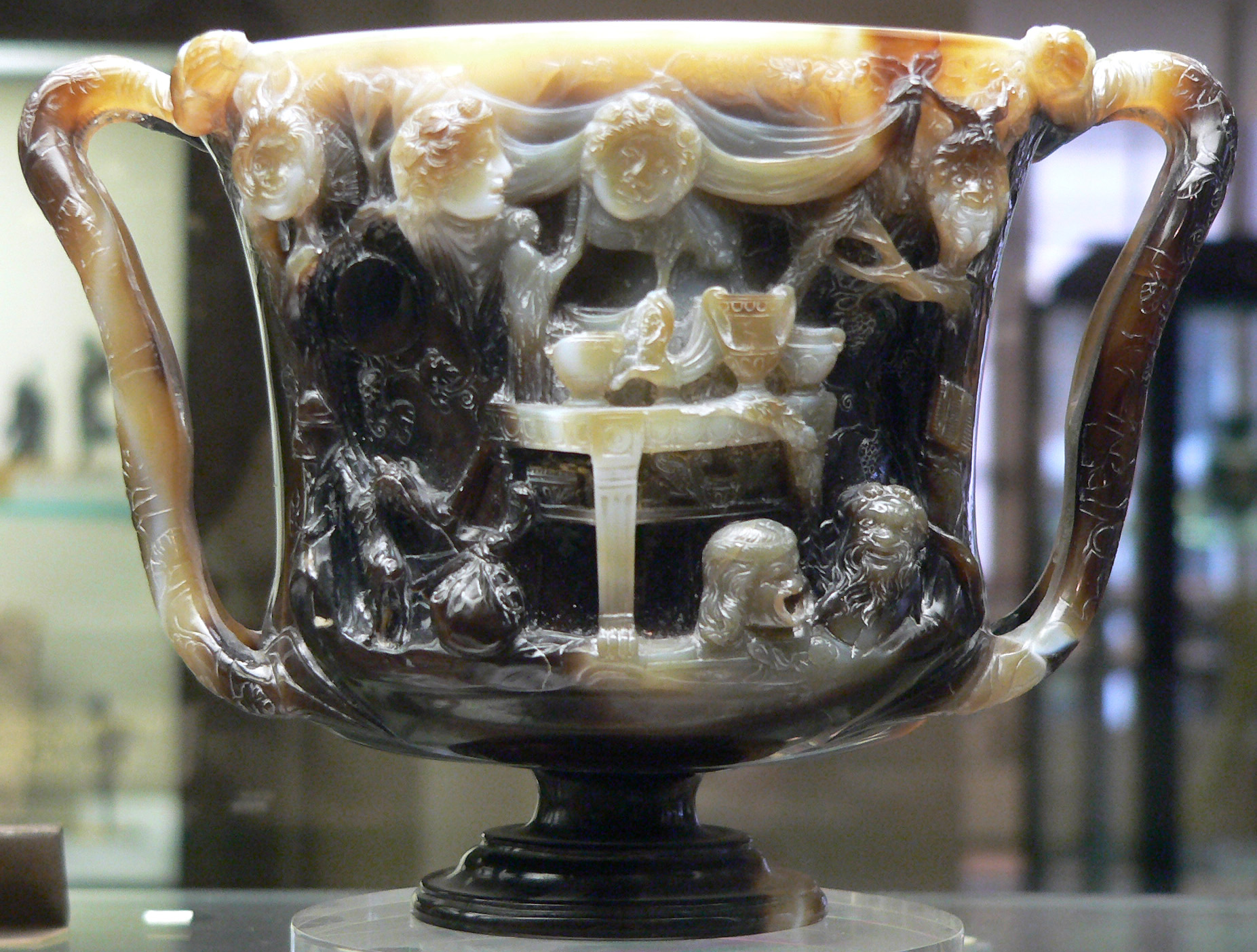
Taça dos Ptolomeus, século I a.C. ou d.C. Cabinet des Medailles.

O Trono de Dagoberto vindo de Saint Denis agora pode ser visto no site Richelieu da Biblioteca Nacional da França. A Taça dos Ptolomeus era usada pelas rainhas para tomar ablução após a sagrada comunhão. Esta obra-prima entre esculturas de pedra dura ou pedras preciosas gravadas da Antiguidade, foi esculpida com vinhetas e emblemas dionisíacos, provavelmente em Alexandria durante o século I a.C. ou o século I d.C.. Ele foi roubado em 1804 e recuperado sem suas montagens de ouro carolíngia cravejadas de pedras preciosas. Sua patena serpentina está no Louvre.

## Insígnias de Carlos X em Saint Denis

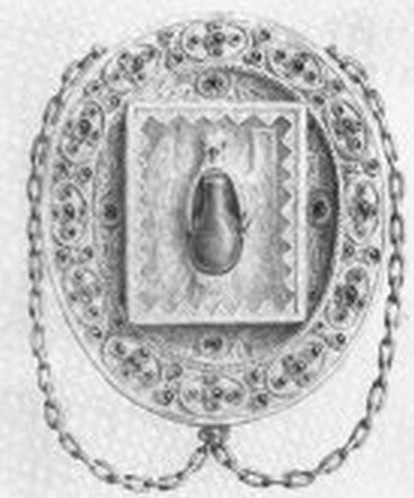
A Santa Ampola original em seu receptáculo de relíquia

Algumas das vestes do soberano da coroação de Carlos X e regalias feitas especialmente para este evento, incluindo a Coroa de Carlos X e a Coroa da Rainha Maria Teresa de Saboia, estão expostas em uma das capelas da nave da Basílica de Saint Denis. A Coroa do Delfim Louis Antoine Duque de Angoulême, que também subsiste, também está entre as seis únicas coroas francesas sobreviventes.

## Instrumentos litúrgicos e vestes em Reims

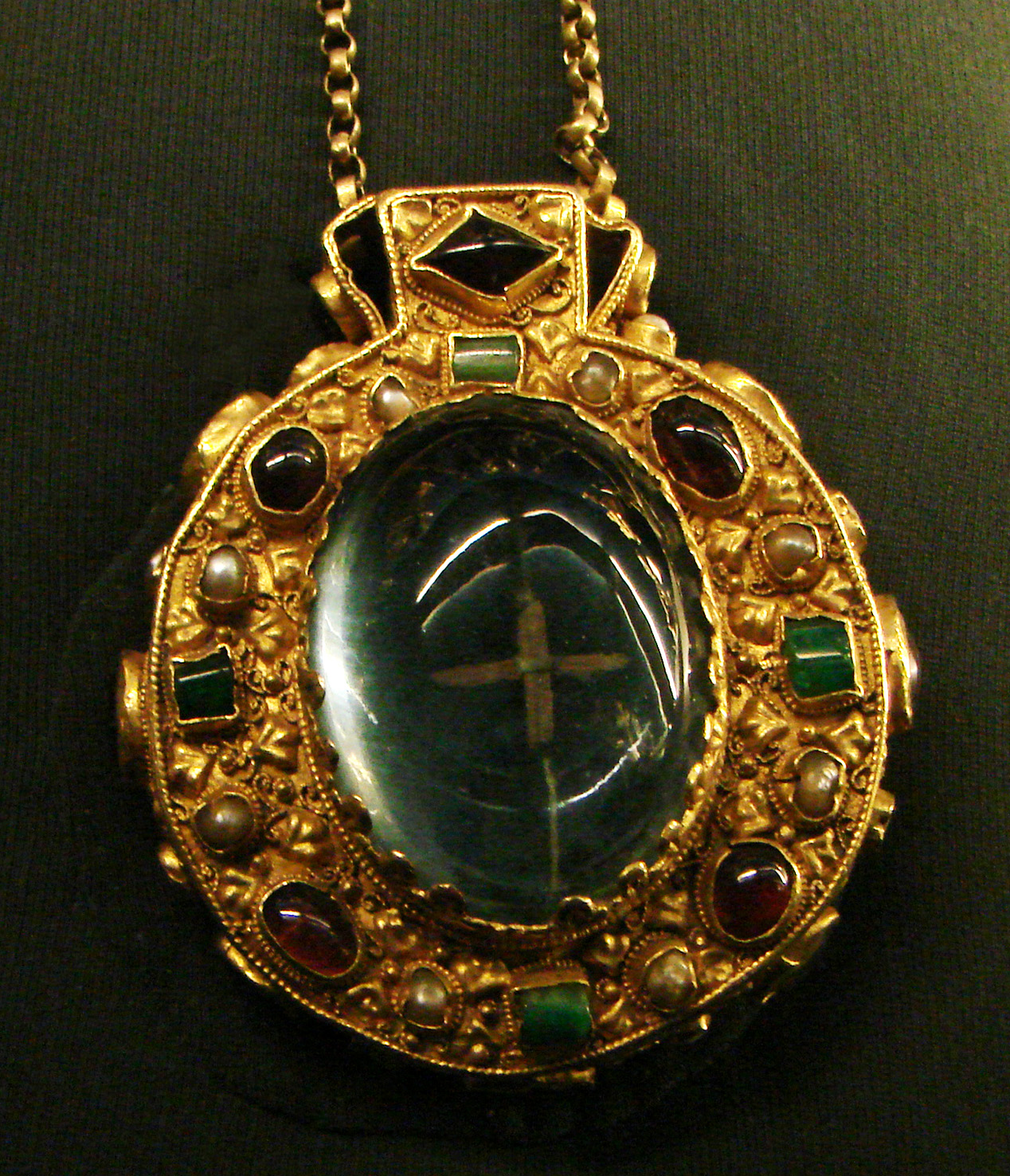
O Talismã de Carlos Magno, séc. IX, também um relicário, encontrado em seu corpo quando seu túmulo foi aberto

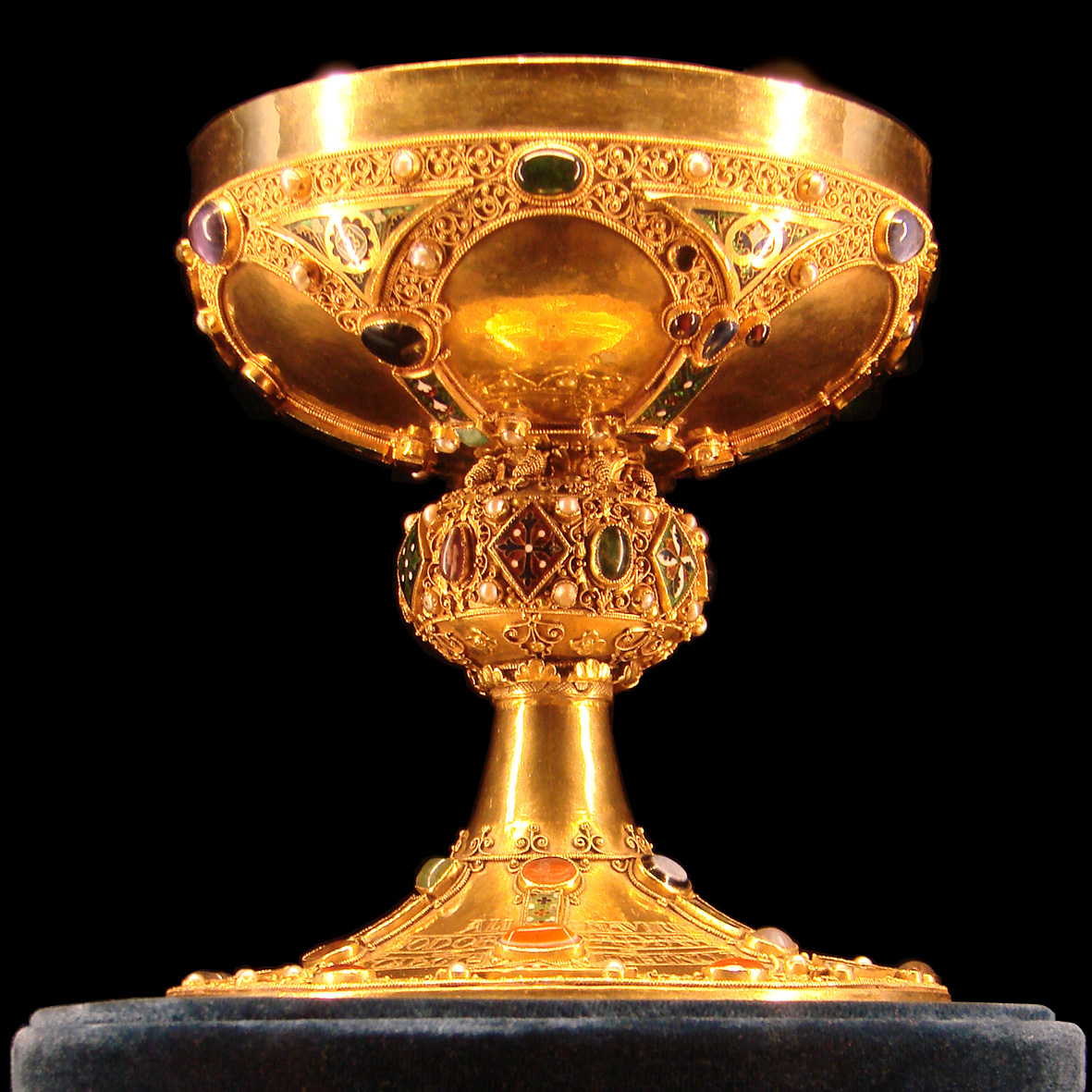
O Cálice de Saint Remi, séc. XII, no Palácio de Tau, Reims.

A Santa Ampola reconstituída com alguns fragmentos recuperados do crisma original para a coroação de Carlos X em 1825, que foi originalmente mantida na Abadia de Saint Remi, é agora apresentada no Palácio de Tau ao lado da catedral Notre-Dame de Reims com o cálice da coroação, bem como vários mantos e togas de soberanos preservados de reis do Antigo Regime e os instrumentos litúrgicos feitos para a coroação de Carlos X. Eles são exibidos com as poucas peças restantes do tesouro medieval da catedral e o talismã de Carlos Magno , uma grande safira que teria sido dada pelo califa Harun al-Rashid, que foi encontrada no túmulo do imperador em 1804 e posteriormente oferecida pela imperatriz Eugenia. Desde 1906, o conteúdo da Santa Ampola é guardado no arcebispado de Reims.

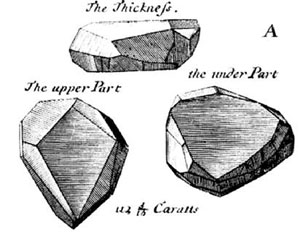
Esboço original de Tavernier do diamante que se tornou o Royal French Blue.

## Roubo das joias da coroa durante a Revolução
As joias da coroa foram roubadas em 1792, quando o Garde Meuble (Tesouro Real) foi invadido por manifestantes. A maioria, embora não todas, das joias da coroa foram recuperadas eventualmente. Sancy Diamond foi encontrado na Rússia na coleção Vasily Rudanovsky. Acredita-se que o Royal French Blue tenha sido recortado e agora é conhecido como Diamante Hope.

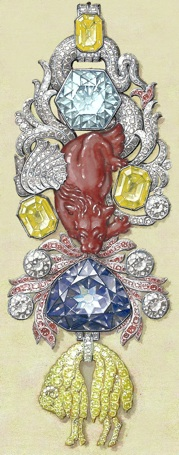
Guache do grande Velocino de Ouro [incluindo o "Royal French Blue"] do rei Luís XV de França, versão 1 de 2008, pintado por Pascal Monney (ca. 16 × 6 cm)

A Esperança é famosa por ter sido cercada de má sorte. Maria Antonieta, que supostamente o usava, foi decapitada (na verdade, foi usada por seu marido, Luís XVI, embora ele também tenha sido decapitado). Outros proprietários e suas famílias sofreram suicídios, rompimentos de casamentos, falências, mortes em acidentes de carro, quedas de penhascos, revoluções, colapsos mentais e mortes por overdose de drogas. Foi até tangencialmente associado ao caso do bebê Lindbergh assassinado, quando sua então proprietária, a herdeira de prata Evalyn Walsh McLean, o penhorou para arrecadar dinheiro que acabou pagando a um vigarista não relacionado ao sequestro real. A maioria dos historiadores modernos vê as histórias de uma maldição sobre a Esperança como espúrias; a primeira menção de tais contos está documentada em 1908. Pierre Cartier, o joalheiro parisiense, é amplamente creditado por divulgar as histórias de uma maldição sobre o diamante na esperança de aumentar sua vendabilidade. Desde 1958, está no Smithsonian Institution em Washington, D.C., onde é o objeto mais visto da coleção do Smithsonian.
As joias da coroa foram aumentadas por joias adicionadas por Napoleão I e Napoleão III.

## Última coroação
A última coroação francesa ocorreu em 1825, quando o rei Carlos X foi coroado em Reims. A escala da coroação foi vista pelos críticos como um retorno ao absolutismo do Ancien Régime, encerrado com a Revolução de 1789. Alguns historiadores sugerem que a própria grandeza da cerimônia marcou o início do fim da monarquia Bourbon , com a imagem de Carlos como um monarca de estilo antigo caindo em desgraça com o público francês, que preferia muito a monarquia discreta de seu irmão, Luís XVIII. Luís Philippe I, o último rei francês, não foi coroado, nem Napoleão III, o último imperador. A consorte de Napoleão III, Eugenia de Montijo, mandou fazer uma coroa para ela, embora nunca tenha sido usada em uma coroação oficial.

## Desmembramento e venda das joias da coroa francesa
Durante o final dos séculos 18 e 19, as joias sobreviveram à Primeira República Francesa, ao Diretório, ao Primeiro Império, à Restauração, à Monarquia de Julho, à Segunda República Francesa e ao Segundo Império. No entanto, a decisão de Henri, conde de Chambord de não aceitar a coroa francesa no início da década de 1870 acabou não apenas com a perspectiva de uma restauração real. Também levou ao desmembramento e à venda parcial das joias da coroa. A beldade brasileira Aimée de Heeren, agente do serviço secreto do presidente Getúlio Vargas na Segunda Guerra Mundial, era conhecida por ser a maior proprietária privada das joias da Coroa Francesa, junto com outras joias importantes. As joias foram presentes de Hugh Grosvenor, 2º Duque de Westminster, que comprou tudo o que pôde encontrar entre os anos de 1939 e 1953.

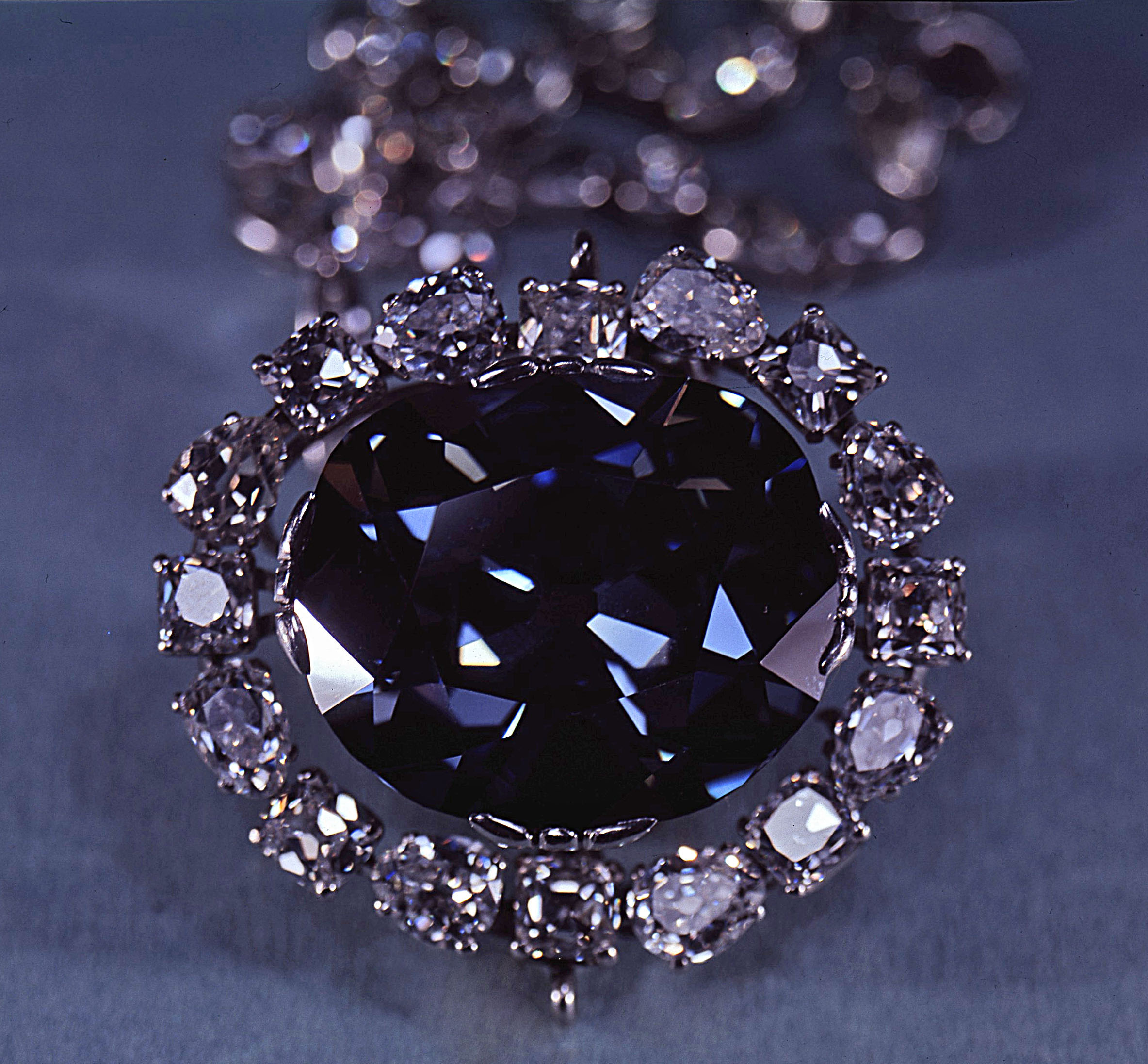
O diamante Hope, que foi cortado do Royal French Blue, parte das joias da coroa francesa roubadas em 1792.

Em 1875, a Terceira República Francesa surgiu com a aprovação de uma série de Leis Constitucionais. A presidência interina foi substituída por um pleno "Presidente da República".

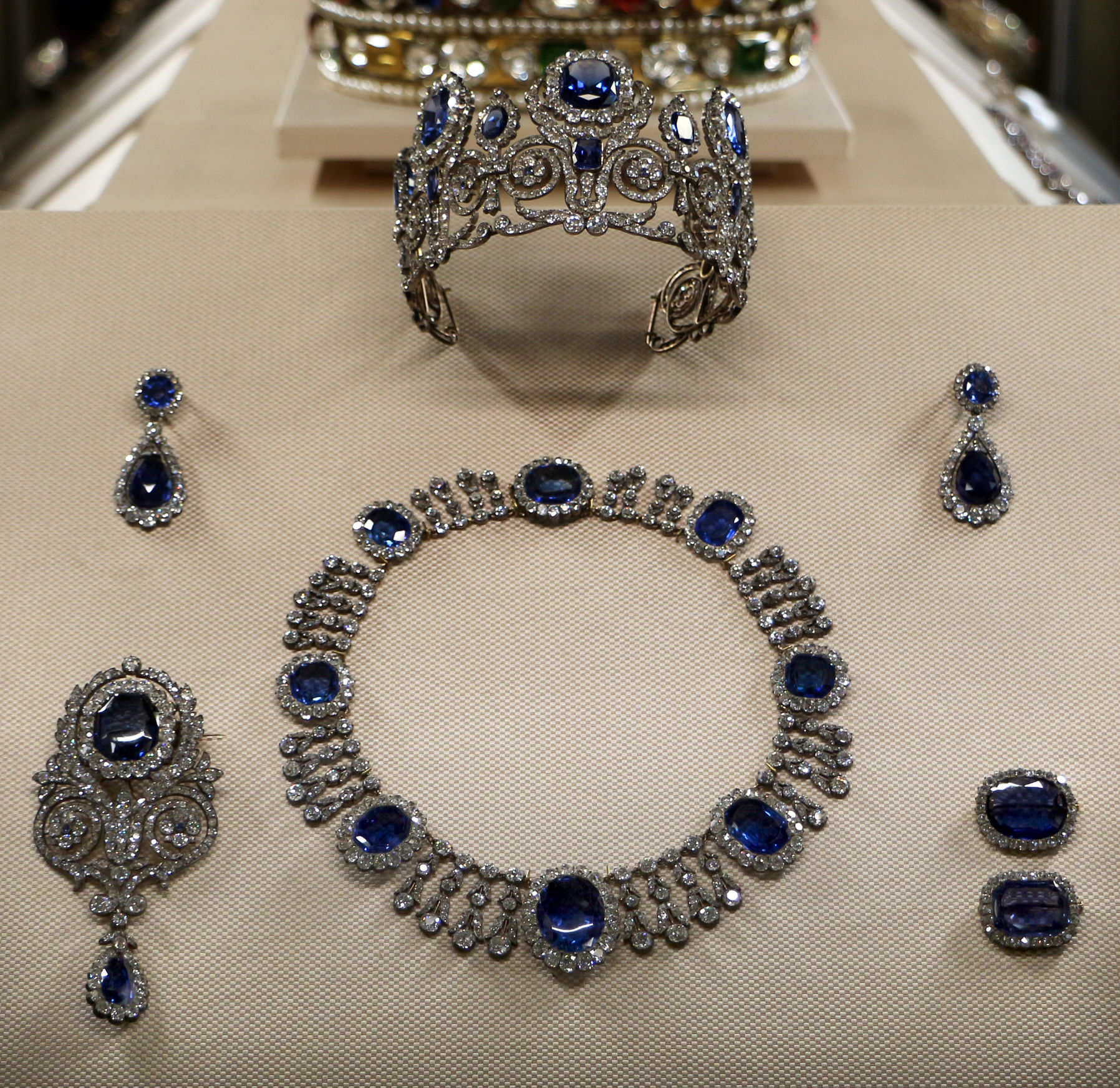
Conjunto de safira da rainha Maria Amélia comprado de volta pelo Louvre em 1985.

Embora poucos esperassem uma restauração real, certamente após o fracasso da tentativa de golpe monarquista de Seize Mai pelo marechal Patrice de MacMahon, presidente da República Francesa, a agitação contínua dos monarquistas de extrema direita e o medo de um golpe monarquista 'état, levou deputados radicais a propor a venda das Jóias da Coroa, na esperança de que a sua dispersão prejudicasse a causa monarquista: "Sem coroa não há necessidade de rei" nas palavras de um membro da Assembleia Nacional. Esta decisão controversa foi implementada. Todas as joias das Joias da Coroa foram removidas e vendidas em 1887, assim como muitas das coroas, diademas, anéis e outros itens. Apenas algumas das coroas foram mantidas por razões históricas, mas com seus diamantes e pedras originais substituídos por vidro colorido. Algumas joias históricas ou incomuns foram para museus franceses, incluindo o Diamante Regente, o diamante Hortensia e o broche de corpete contendo alguns dos 'diamantes Mazarin', todos os quais agora residem no Louvre; e a safira 'Ruspoli', que agora está no Museu de História Natural da França (os curadores se aproveitaram de sua forma romboédrica incomum e pediram que ela fosse dispensada da venda, alegando falsamente que era um cristal natural e não lapidado).